# Чумаков, Михаил Дмитриевич
Михаил Дмитриевич Чумаков (1921—1989) — советский композитор, хормейстер и баянист. Заслуженный артист РСФСР.

## Биография
Родился 21 апреля 1921 года в семье пастуха в сибирской деревне Темь.
Уже в детстве пробовал играть на баяне старшего брата, стал посещать кружок юных баянистов в Кузбассе, куда переехала его семья. Занятия в кружке баянистов помогли Михаилу поступить в Свердловское музыкальное училище имени П. И. Чайковского. Уже спустя несколько месяцев после начала обучения он стал получать Пушкинскую стипендию, которая предназначалась для особо одарённых студентов.
Весной 1941 года Михаил Чумаков окончил училище по классу баяна, а во время Великой Отечественной войны играл в ансамбле Уральского военного округа. После войны окончил теоретико-композиторское отделение Московского музыкального училища им. Гнесиных (1951), а также дирижёрско-хоровой факультет Московского государственного музыкально-педагогического института им. Гнесиных (1956, ныне Российская академия музыки имени Гнесиных). 
В 1952 году руководитель Волжского русского народного хора Пётр Милославов пригласил Чумакова работать в свой коллектив. В 1952—1961 годах М. Д. Чумаков — хормейстер Волжского народного хора, в 1953—1957 годах — его музыкальный руководитель, в 1957—1961 годах — вновь хормейстер. В 1961—1962 годах работал художественным руководителем Омского народного хора. После выхода П. М. Милославова на пенсию, Чумаков вернулся в Куйбышев (ныне Самара) и 1962—1973 годах, а также в 1975—1981 годах являлся художественным руководителем Волжского народного хора. Временно, в 1973—1975 годах он работал художественным руководителем народного хора русской песни Дворца культуры «Звезда» и преподавателем Куйбышевского государственного института культуры.
М. Д. Чумаков — автор многих песен из репертуара Волжского народного хора, среди которых: «Расцвела под окошком белоснежная вишня» (слова В. Бурыгина), «Ой ты, зоренька-зоренька» (слова П. Бокова), «Еду, еду на комбайне», «Тропиночка на горочку» (слова В. Бокова), «Семейный разговор» (слова Т. Надеинской) и другие. Также им созданы обработки колыбельных припевок: «Баюшки-баю», «Самарских припевок», «Разудалы молодцы» и другие Многие работы Чумакова и руководимого им хора изданы на советских грампластинках..
Умер 16 января 1989 года.
Именем Михаила Дмитриевича Чумакова названа номинация фестиваля «Нам песня строить и жить помогает», учрежденного Министерством культуры и молодёжной политики Самарской области.